# 強権
| ウィキペディアには「強権」という見出しの百科事典記事はありません（タイトルに「強権」を含むページの一覧/「強権」で始まるページの一覧）。 代わりにウィクショナリーのページ「強権」が役に立つかもしれません。 |